# 環帶扁鱂
環帶扁鱂，又稱環紋擬平頷魚，為輻鰭魚綱鯉齒目假鰓鱂科的其中一種。

## 分布
本魚分布於非洲幾內亞、賴比瑞亞及獅子山的溪流。

## 特徵
本魚魚體呈紡錘形，體色為淺黃褐色，魚體上有四道深色縱向的寬條紋。雄魚背鰭前部為黃色，而臀鰭前部為黑色。藍色的尾鰭中央呈尖釘狀，上有鮮紅色橫窄紋。雌魚的體色與雄魚相似，但鰭的色彩較淺。體長約4公分。

## 生態
本魚棲息在雨林中小溪或沼澤，喜群游，屬雜食性偏肉食性，以蠕蟲、甲殼動物與昆蟲，人工飼養可接受一般的魚飼料。

## 經濟利用
為體色鮮艷的觀賞魚，喜歡水草茂密的魚缸。